# Roger C. Field
Roger C. Field (n. 31 iulie 1945, Londra) este un designer industrial și inventator cu peste 100 de patente.

## Viața și opera
Field a crescut în Londra, Canterbury și în Elveția. A urmat școala la internatul The King's School, Canterbury și Aiglon College în Villars-sur-Ollon. În 1965 a plecat în California unde a studiat design industrial obținând o diplomă de la California College of the Arts. În 1972 a venit în Germania.
Field este și un cunoscut chitarist și a cântat printre alții cu Chet Atkins, cu care era prieten și Merle Travis.
Cea mai mare descoperire a sa a fost Foldaxe, o E-chitară pliabilă, pe care a realizat-o pentru Chet Atkins. Aceasta poate fi văzută în cartea lui Atkins Me and My Guitars. Field și-a luat cu el una dintre chitarele Foldaxe în timpul unui zbor cu Concorde-ul și a cântat cântecul Mr. Sandman pe 30 septembrie 1987 ca un truc publicitar „prin bariera sonic“. Cu această chitară Field a câștigat un important premiu pentru design (Designer's Choice Award) în SUA. Pentru aceasta a fost felicitat și în scris de Raymond Loewy.
Field a fotografiat numeroase personalități cu chitara Foldaxe, printre alții Keith Richards, Sir Mick Jagger, Sir Paul McCartney, Hank Marvin, David Copperfield, și Eric Clapton. S-a fotografiat chiar și cu Woody Allen și Sir Peter Ustinov. Lui Roger Field trebuie să i se mulțumească, pentru faptul că Hank Marvin și Bruce Welch și-au terminat cearta care dura de peste 10 ani și că au făcut un turneu de adio al fostei lor trupe The Shadows prin Marea Britanie (2004) resp. prin Europa (2005).
Marcel Dadi a compus cântecul Roger Chesterfield pentru Roger Field (CD Guitar Legend Volume 1).
Field este cunoscut la nivel mondial în mass-media ca prieten al lui Arnold Schwarzenegger și profesor de engleză în München în 1968.

## Dovezi individuale
- Imagini Chet Atkins: Me and My Guitars, Russ Cochran Books, (pagina 124), Hal Leonard Corporation (2003) ISBN-10: 0634055658, ISBN-13: 978-0634055652
- Chet Atkins cu chitara Foldaxe pe Entertainment This Week (YouTube: Chet at His Home, emisiune de televiziune din SUA)
- Chet Atkins cu chitara Foldaxe pe The Today Show (YouTube: Les Paul & Chet Atkins 1978 07 05 NYC NBC Today Show PT2, emisiune de televiziune din SUA)
- Enational, Română, 22/3/2012
- Playboy, Română, Septembrie 2012, pagini 24 si 25
- Monitorul Expres, Română, 8/4/2014
- Esquire, Română, Vară 2014, pagina 6
- Peste 1000 de articole de presă diferite.
- Apariții în patru ediții Who's Who, chiar și în Cine este cine? (Wer ist wer?)